# Евангелическая реформатская церковь Анголы
Евангелическая реформатская церковь Анголы (порт. Igreja Evangélica Reformada de Angola, IEPA) — протестантская реформатская христианская конфессия, образованная в Анголе в 1925 году в результате слияния миссий Швейцарской реформатской церкви и англиканской церкви в стране.

## История
В 1922 году миссионер Арчибальд Паттерсон, посланный англиканской церковью, начал основывать церкви в Анголе. Позже в стране поселились миссионеры Швейцарской реформатской церкви. В 1925 году две миссии объединились и образовали «Евангелическую реформатскую церковь Анголы» (IERA) в провинции Уиже (север). 
Во время войны за независимость Анголы церковь подверглась жестоким преследованиям со стороны португальских властей. Церковное имущество было уничтожено, а многие члены скрылись или бежали в соседние страны. После обретения независимости приходы постепенно восстанавливались, и церковь снова начала функционировать. Церковь так же участвовала в восстановлении разделенных семей.
В 1977 году церковь и другие конфессии основали Совет евангелических церквей в Анголе, и церковь стала членом Объединенной семинарии Эммануэля в Уамбо, которая позже стала протестантским университетом Анголы. Церковь также создала свой собственный Библейский институт.
Деноминация дистанцировалась от англиканства и все больше определяла себя в рамках реформатской веры, хотя меньшинство внутри ее церквей продолжало считать себя англиканцами. В 1984 году группа членов отделилась и сформировала Пресвитерианскую церковь Анголы.
С 2010 года деноминация стала активно заниматься повышением осведомленности и борьбой с распространением СПИДа в Анголе.

## Доктрина
Евангелическая реформатская церковь Анголы присоединилась к Апостольскому Символу веры, Гейдельбергскому катехизису и Второму Гельветическому исповеданию, позволяет рукополагать женщин.

## Межцерковные организации
Церковь является членом Всемирного совета церквей и Всемирного сообщества реформатских церквей. 